# Freedom (gruppo musicale)
I Freedom sono stati un gruppo musicale britannico, attivo dal 1967 al 1972.

## Storia
I Freedom nacquero come una costola dei Procol Harum. Dopo la realizzazione di A Whiter Shade of Pale, il chitarrista Ray Royer e il batterista Bobby Harrison si distaccarono dalla formazione originaria per dar vita a un nuovo gruppo. Come ricorda Royer, era la tarda estate del 1967 quando si svolsero i provini per completare la lineup: furono scelti Steve Shirley che divenne il bassista e la voce principale, e il tastierista Tony Marsh, presto sostituito da Mike Lease proveniente da esperienze musicali con Jimmy Page e John Paul Jones.
Dopo aver realizzato due singoli nel 1968, produttore Dino De Laurentis li volle per la colonna sonora della pellicola Attraction / Black on White, registrata sotto la supervisione di Glyn Johns in qualità di tecnico del suono. Ma il soundtrack, nonostante le soluzioni innovative, non ebbe grande fortuna nemmeno in Italia, pur restando un buon esempio del clima psichedelico inglese di fine anni sessanta. Poco dopo la formazione venne sciolta e rifondata da Harrison che ne rimase l’elemento originario, e negli anni a seguire registrò altri album in cui risaltava un sound più duro secondo le tendenze del momento, ma senza riuscire a emergere come avvenne invece ad altri gruppi a loro contemporanei. I Freedom suonarono anche come gruppo di spalla nelle tournée americane di Black Sabbath e Jethro Tull, per poi sciogliersi definitivamente nel 1972.

## Stile musicale
L'organo e il pianoforte predominanti nelle sonorità di partenza dei Freedom, fuse con allo stile rock del chitarrista Royer, contribuirono a dare al sound del gruppo un sapore di psichedelica che si indirizzava verso il progressive e li rendeva affini ai Traffic, e che fu il tratto costitutivo della colonna sonora del film di De Laurentis. Più tardi la formazione si orientò in direzione di quegli stili rock misti al blues che caratterizzavano una tendenza del periodo.

## Formazione
- Ray Royer - chitarra
- Bobby Harrison - batteria
- Steve Shirley - basso
- Tony Marsh - tastiere
- Mike Lease - tastiere
- Robin Lumsden - tastiere
- Roger Saunders - chitarra
- Walt Monaghan - basso
- Peter Dennis - basso
- Steve Jolly - chitarra

## Discografia

### Album
- Black on White (1969)
- Freedom at Last (1970)
- Freedom (1970)
- Through the Years (1971)
- Is More Than A Word (1972)